# Getty (Unix)
In informatica Getty (abbreviazione di get teletype) è un programma tipico dei sistemi operativi Unix che gestisce terminali fisici o virtuali. Quando trova una connessione, domanda username e una password e avvia il programma di login per autenticare l'utente.
In origine, sui sistemi Unix tradizionali, Getty serviva per la gestione delle connessioni ai terminali seriali (spesso telescriventi) collegati ad un computer. Infatti "tty" significava "teletype", ovvero telescrivente, ma adesso indica tutti i terminali testuali.
I computer che eseguono sistemi operativi Unix-like possono utilizzare Getty per accedere a un terminale virtuale locale anche se non forniscono alcun servizio di login remoto.
Getty può essere utilizzata per eseguire un altro programma al posto di quello di login, ad esempio un demone PPP per avere una connessione a Internet dial-up.